# Toots Mondt
Joseph Raymond « Toots » Mondt, (18 janvier 1894 - 11 juin 1976) est un lutteur et promoteur professionnel américain qui a révolutionné l'industrie de la lutte au début des années 1920. Il fut cofondateur de la World Wide Wrestling Federation. Certaines des stars que Mondt a contribué à créer des années 1920 aux années 1960 comprennent notamment Antonino Rocca, Bruno Sammartino, Stu Hart et Bill Watts.